# Molleriella
Molleriella es un género de hongos en la familia Elsinoaceae.